# يوسف السرايري
يوسف السرايري حكم دولي تونسي لكرة القدم، إختاره الاتحاد الأفريقي لكرة القدم ليكون ضمن حكام كأس الأمم الأفريقية 2019 بمصر.